# Campeonato Juvenil de la EAFF 2013
El campeonato Juvenil de la EAFF 2013 fue la primera edición del torneo de fútbol a nivel de selecciones juveniles organizado por la Federación de fútbol del Este de Asia, el cual contó con la participación de 6 selecciones de Asia y Oceanía.
Hong Kong se convirtió en el primer campeón del torneo tras ser el que sumó más puntos durante el torneo.

## Resultados
| 7 de agosto de 2013 | Macao | 0 - 2   | China Taipéi                          | Guam FA National Training Center, Agaña               |                                                       |
|                     |       | Reporte | 76' Liu Sheng-yi · 81' Jiang Cheng-yu | Asistencia: 250 espectadores Árbitro(s): Lau Fong Hei | Asistencia: 250 espectadores Árbitro(s): Lau Fong Hei |

| 7 de agosto de 2013 | Corea del Norte                                                            | 4 - 1   | Islas Marianas del Norte | Guam FA National Training Center, Agaña                |                                                        |
|                     | O Sung-Gang 75' · Lee Hyeon-Su 77' · Kim Chang-Fe 83' · Hong Jang-Song 89' | Reporte |                          | Asistencia: 250 espectadores Árbitro(s): Spindel Shawn | Asistencia: 250 espectadores Árbitro(s): Spindel Shawn |

| 7 de agosto de 2013 | Guam           | 1 - 3   | Hong Kong                                                | Guam FA National Training Center, Agaña               |                                                       |
|                     | Edwin Wong 75' | Reporte | 15' Wong Chun Hin · 58' Yip Ching Fung · 80' Yiu Ho Ming | Asistencia: 250 espectadores Árbitro(s): Ahn Sang-Jun | Asistencia: 250 espectadores Árbitro(s): Ahn Sang-Jun |

| 8 de agosto de 2013 | China Taipéi                                          | 3 - 1   | Corea del Norte    | Guam FA National Training Center, Agaña                  |                                                          |
|                     | Chen Yih-yan 9' · Chen Chao-an 12' · Liu Sheng-yi 73' | Reporte | 15' Hong Jang-Song | Asistencia: 100 espectadores Árbitro(s): Chae Sang-Hyeop | Asistencia: 100 espectadores Árbitro(s): Chae Sang-Hyeop |

| 8 de agosto de 2013 | Hong Kong                                               | 3 - 0   | Macao | Guam FA National Training Center, Agaña                  |                                                          |
|                     | Marco Wegener 15' · Wong Chun Hin 65' · Yiu Ho Ming 79' | Reporte |       | Asistencia: 200 espectadores Árbitro(s): Chen Hsin-chuan | Asistencia: 200 espectadores Árbitro(s): Chen Hsin-chuan |

| 8 de agosto de 2013 | Guam                                                                                                | 7 - 0   | Islas Marianas del Norte | Guam FA National Training Center, Agaña                 |                                                         |
|                     | Rin Katsumata 7' 36' · Edwin Wong 22' · Keith Surber 24' 37' · Thaddeu Atalig 25' · Austin Cruz 74' | Reporte |                          | Asistencia: 500 espectadores Árbitro(s): Jang Soon-Taek | Asistencia: 500 espectadores Árbitro(s): Jang Soon-Taek |

| 10 de agosto de 2013 | Islas Marianas del Norte | 0 - 14  | Hong Kong | Guam FA National Training Center, Agaña                  |                                                          |
|                      |                          | Reporte | 2' (a.g.) J. D. Masga · 9' 13' 56' Tsang Tsz Hin · 17' Wong Chun Yin · 19' Chung Wai Keung · 27' Lai Hau Hei · 47' Law Hiu Chung · 50' 57' 62' Yiu Ho Ming · 58' Yip Ching Fung · 76' Wu Chun Ming · 84' Wong Chun Hin | Asistencia: 100 espectadores Árbitro(s): Chen Hsin-chuan | Asistencia: 100 espectadores Árbitro(s): Chen Hsin-chuan |

| 10 de agosto de 2013 | Macao | 0 - 1   | Corea del Norte    | Guam FA National Training Center, Agaña                |                                                        |
|                      |       | Reporte | 40' Hong Jang-Song | Asistencia: 100 espectadores Árbitro(s): Spindel Shawn | Asistencia: 100 espectadores Árbitro(s): Spindel Shawn |

| 10 de agosto de 2013 | China Taipéi                                              | 3 - 1   | Guam                    | Guam FA National Training Center, Agaña |                             |
|                      | Chen Chao-an 19' · Tsai Meng-cheng 32' · Li Jin-cyuan 33' | Reporte | 15' Michael Jake Benito | Árbitro(s): Chae Sang-Hyeop             | Árbitro(s): Chae Sang-Hyeop |

| 11 de agosto de 2013 | Corea del Norte | 0 - 4   | Hong Kong                                                                    | Guam FA National Training Center, Agaña                 |                                                         |
|                      |                 | Reporte | 16' Lai Hau Hei · 19' Chung Wai Keung · 76' Yip Ching Fung · 80' Yiu Ho Ming | Asistencia: 100 espectadores Árbitro(s): JANG Soon-Taek | Asistencia: 100 espectadores Árbitro(s): JANG Soon-Taek |

| 11 de agosto de 2013 | Islas Marianas del Norte | 0 - 18  | China Taipéi | Guam FA National Training Center, Agaña               |                                                       |
|                      |                          | Reporte | 11' 64' Chen Kai-wen · 16' Liu Sheng-yi · 26' 33' 40' 72' Lai Chih-hsuan · 35' 44' Jiang Sin-long · 37' Tsai Meng-cheng · 50' 60' 84' 87' Ko Yu-wei · 53' 75' Li Jin-cyuan · 80' Chen Yih-yan · 88' Chen Chao-An | Asistencia: 100 espectadores Árbitro(s): Lau Fong Hei | Asistencia: 100 espectadores Árbitro(s): Lau Fong Hei |

| 11 de agosto de 2013 | Macao | 0 - 0   | Guam | Guam FA National Training Center, Agaña               |                                                       |
|                      |       | Reporte |      | Asistencia: 100 espectadores Árbitro(s): Ahn Sang-Jun | Asistencia: 100 espectadores Árbitro(s): Ahn Sang-Jun |

| 12 de agosto de 2013 | Islas Marianas del Norte | 0 - 4   | Macao                                                                   | Guam FA National Training Center, Agaña |                             |
|                      |                          | Reporte | 5' Mok Koi Hei · 38' Chu Kai Wang · 58' Cheong Ka Chon · 74' Lo Kuan Io | Árbitro(s): Chen Hsin-chuan             | Árbitro(s): Chen Hsin-chuan |

| 12 de agosto de 2013 | China Taipéi     | 1 - 2   | Hong Kong              | Guam FA National Training Center, Agaña                  |                                                          |
|                      | Liu Sheng-yi 22' | Reporte | 7' 29' Chung Wai Keung | Asistencia: 100 espectadores Árbitro(s): Chae Sang-Hyeop | Asistencia: 100 espectadores Árbitro(s): Chae Sang-Hyeop |

| 12 de agosto de 2013 | Guam           | 1 - 4   | Corea del Norte                                             | Guam FA National Training Center, Agaña               |                                                       |
|                      | Edwin Wong 64' | Reporte | 32' 38' Hong Jang-Song · 45' Sin Song-Bong · 47' Ko Sun-Dak | Asistencia: 600 espectadores Árbitro(s): Lau Fong Hei | Asistencia: 600 espectadores Árbitro(s): Lau Fong Hei |

## Posiciones Finales
| País                     | G | E | P | GF | GC | Pts |
| ------------------------ | - | - | - | -- | -- | --- |
| Hong Kong                | 5 | 0 | 0 | 26 | 2  | 15  |
| China Taipéi             | 4 | 0 | 1 | 27 | 4  | 12  |
| Corea del Norte          | 3 | 0 | 2 | 10 | 9  | 9   |
| Guam                     | 1 | 1 | 3 | 10 | 10 | 4   |
| Macao                    | 1 | 1 | 3 | 4  | 6  | 4   |
| Islas Marianas del Norte | 0 | 0 | 5 | 1  | 47 | 0   |

## Campeón
| Campeonato Juvenil de la EAFF 2013 |
| ---------------------------------- |
| Bandera de Hong Kong               |
| Hong Kong 1º Título                |